# Prionospio ehlersi
Prionospio ehlersi är en ringmaskart som beskrevs av Fauvel 1928. Prionospio ehlersi ingår i släktet Prionospio och familjen Spionidae. Arten har ej påträffats i Sverige. Inga underarter finns listade i Catalogue of Life.